# Joaquim Cassadó i Valls
Joaquim Cassadó i Valls (Mataró, 30 de setembre de 1867 – Barcelona, 25 de maig de 1926) fou un compositor.
Va iniciar la seva formació musical amb el mossèn Manuel Blanch a Mataró. Amb nou anys va iniciar-se en l'estudi de l'orgue amb Salvador Puigsech, organista de Santa Maria. Un cop a Sant Andreu del Palomar, a l'edat de dotze anys va estudiar harmonia i composició amb Julià Vilaseca, que havia sigut mestre de Montserrat. Als catorze anys va entrar al Seminari Conciliar on va esdevenir mestre de capella fins que va abandonar els estudis eclesiàstics. Anys més tard va esdevenir segon mestre de capella a l'església de la Mercè de Barcelona i finalment el 1901 va substituir a Bonaventura Frigola en la direcció.
Amb la seva esposa Agustina Moreu van fundar una casa de pianos situada al Passeig de Gràcia de Barcelona i anomenada Cassadó & Moreu. Posteriorment va residir durant vuit anys a París on amb els seus dos fills, Agustí i Gaspar, hi va formar el Trio Cassadó. Al seu retorn a Barcelona es va dedicar sobretot a l'ensenyament i la composició però també va dirigir societats corals.
Va ser un compositor polifacètic que va escriure obres simfòniques, teatre musical i música religiosa. Entre les seves obres més destacades hi ha la Sinfonia dramàtica estrenada el 1903 al Palau de Belles Arts de Barcelona, Hispania (fantasia espanyola) un concert per a piano i orquestra que va ser premiat per la Société Indépendente de Musique de París el 1911 i una ópera estrenada el 1920 anomenada Lo monjo negre.

## Obra
- Música escènica: La bohème, La real mentira, La noche del Pilar, El cortijo, Lo monjo negre, El torerito, La alegría de triunfar.
- Música simfònica: Tres poemas sinfónicos (La muerte de San José), Sinfonía dramática, Concierto, Flores de Triana (Capricho español), Hispania, Obertura y suite: Sinfonía macarena.
- Música de cambra: Canciones, Cuarteto español, Sonata.
- Cançons: Cançó d'octubre.
- Piano: Adieux des oiseaux au printemps, Complanta, Tres composiciones en un volumen.
- Música religiosa: Amor divino, Bendita sea tu pureza, Dolores y gozos de San José seguidos de Padrenuestro, Ave María y Gloria, Gozos a la Purísima Concepción, Letrillas para después de la comunión, Oh cor amoris victima, Oración al sagrado corazón de Jesús, Popule meus.[2]